# Amanda Kolczynski
Amanda Kolczynski, née le 10 août 1993 à Angers, est une handballeuse internationale française évoluant au poste d'ailière droite.

## Biographie
Lors de la saison 2014-2015, elle participe à la montée de Besançon en 1re division et est élue meilleure ailière droite de son championnat.
En novembre 2015, Amanda Kolczynski est convoquée pour la première fois en équipe de France dans le cadre de la préparation au Mondial 2015. Elle honore sa première sélection le 26 novembre 2015, face à la Roumanie. Elle inscrit ses premiers buts en équipe nationale lors du match suivant, contre Cuba. En conclusion de sa belle saison, elle est élue meilleure ailière droite du championnat de France pour la saison 2015-2016.
En avril 2020, elle s'engage avec le club de Saint-Amand-les-Eaux. Suite à une blessure et sa grossesse, Amanda décide d'arrêter sa carrière professionnelle à la fin de la saison avec le club amandinois.
Après une pause d'un an, elle s'engage au Toulouse Féminin Handball pour une dernière saison en tant que joueuse.

## Palmarès

### Sélection
- Médaille de bronze au Championnat d'Europe 2016.

### Club
compétitions nationales
- Championne de France de 2e division en 2015 avec l'ES Besançon.

### Distinctions individuelles
- Meilleure ailière droite de la saison de deuxième division en 2015.
- Meilleure ailière droite de la saison du championnat de France 2016[6].